# Амель Бент
Амель Бент (нар. 21 червня 1985, Париж, Франція) — французька співачка. Виконавиця поп, R'n'B і соул. Здобула популярність після того, як дійшла до півфіналу 2-го сезону французького телевізійного вокального конкурсу Nouvelle Star. Є найбільш впізнаваною артисткою з цього конкурсу.
Наразі Бент є тренеркою на схожому французькому талант-шоу The Voice: la plus belle voix.

## Біографія
Амель Бент виросла в передмісті Парижа Ла-Курнев з батьком-алжирцем і матір'ю-марокканкою. У неї є брат і сестра. Її кар'єрний стрибок почався після того, як вона потрапила до півфіналу реаліті-шоу Nouvelle Star 2, французької версії Pop Idol. Хоча її виступ не потрапив до фіналу, її все одно помітили деякі продюсери шоу, і в кінці того ж року вона записала свій дебютний альбом під назвою Un Jour d'été, який вийшов наприкінці 2004 року. Альбом розійдеться накладом понад 550 000 копій лише у Франції, але остаточний успіх альбому принесе сингл Ma philosophie, який розійдеться накладом понад 500 000 копій, залишаючись на першому місці у Франції понад шість тижнів під час і після продажу.
У 2012 році Бент була однією з учасниць третього сезону «Танців з зірками». Вона та її партнер Крістоф Ліката посіли друге місце, але виграли різдвяний спецвипуск танцювального шоу з зірками.
Для свого синглу «Je reste» 2011 року Бент знялася разом з актором з «Хронік Хурланта» Карлом Е. Ландлером.

## Дискографія
- 2004: Un Jour d'été
- 2007: À 20 ans
- 2009: Où je vais
- 2011: Délit mineur
- 2014: Instinct
- 2019: Demain
- 2021: Sorøre (with Camélia Jordana and Vitaa)
- 2021: Vivante